# (33557) 1999 JC22
1999 JC22 (asteroide 33557) é um asteroide da cintura principal. Possui uma excentricidade de 0.20892970 e uma inclinação de 12.34919º.
Este asteroide foi descoberto no dia 10 de maio de 1999 por LINEAR em Socorro.